# Endometrioza
Endometrioza je naziv za stanje koje karakterizira nalaz i rast tkiva endometrija (unutarnji sloj maternice) izvan endometrija i miometrija maternice.
Nalaz endometrija u miometriju naziva se adenomioza (nekad lat. endometriosis interna). Takav "ektopičan" endometrij ima iste histološke značajke kao i normalni endometrij. 
Normalan endometrij u maternici se tijekom menstruacijskog ciklusa odljušti i izlazi iz tijela. Kod endometrioze, ektopično tkivo reagira na hormonske promjene kao i normalni endometrij. Tako odljuštene stanice i krv obično ne mogu izaći iz tijela i uzrokuju razne promjene kao što su: unutarnje krvarenje, upala, bol, ožiljci ili neki drugi simptomi na organima koji nisu dio ženskog spolnog sustava (mokraćni sustav, probavni sustav, središnji živčani sustav). 

## Simptomi
Glavni i najčešći simptom endometrioze je zdjelična bol. Bol je obično razmjerna proširenosti bolesti, iako neke žene ne osjećaju, ili osjećaju vrlo malu bol, unatoč znatnoj raširenosti i uznapredovalosti bolesti. Bol može biti i intenzivna, unatoč vrlo malom žarištu endometrioze.
Ostali simptomi mogu uključivati:
- dismenoreja, koja može biti progresivna
- kronična bol (u donjem dijelu leđa i zdjelici, ili trbušna bol)
- dispareunija
- bolna peristaltika ili bolno mokrenje (dizurija)
- obilna menstruacijska krvarenja (menoragija)
- mučnina i povraćanje
- premenstrualno ili intermenstrualno mrljasto krvarenje, tzv. "spotting"
- neplodnost (npr. endometrioza može uzrokovati opstrukciju jajovoda)
- opstrukcija crijeva ili opstrukcija u mokraćnom sustavu

## Lokalizacija i klasifikacija
Endometriozu najčešće nalazimo u zdjeličnim strukturama:
- jajnici
- jajovodi
- stražnja strana maternice i stražnja udubina u peritoneumu (lat. excavatio rectouterina - Douglasov prostor)
- prednja strana maternice i prednja udubina u peritoneumu (lat. excavatio vesicouterina)
- maternični ligamenti  - okrugli (lat. ligamentum rotundum uteri) ili široki (lat. ligamentum latum uteri)
- crijeva, naročito slijepo crijevo
- mokraćni mjehur
- endometrioza se može širiti u vrat maternice i stidnicu ili na mjesta kirurških rezova u abdomenu.
- iznimno rijetko, pluća ili drugi dijelovi tijela

Endometrioza se klasificira kao minimalna, blaga, umjerena ili teška (I-IV), nakon laparaskopske procjene broja i veličine žarišta, te nazočnosti priraslica.

## Teorije o nastanku endometrioze
Teorije o nastanku endometrioze razvijaju se u dva glavna pravca. Jedan predstavlja ideju metaplazije epitela određenog organa, u epitel endometrija, dok druga razmatra ideju endometriotskog implantanta, tj. dolaska endometrijskih stanica do određenog mjesta implantacije.

## Komplikacije
Najčešća komplikacija endometrioze je neplodnost. Ovisno o lokalizaciji endometrioza može uzrokovati adhezije u crijevima ili mokraćnom sustav, što može uzrokovati probleme s prohodnošću dijelova sustava. Rijetko endometriozu možemo naći u središnjem živčanom sustav, gdje može uzrokovati vrlo različite neurološke simptome ili u plućima.
U žarištima endometrioze može doći do hiperplazije (kao i u endometriju - hiperplazija endometrija) ili do razvoj zloćudnog tumora. 

## Liječenje
Liječenje endometrioze može biti medikamentno, kirurško ili kombinirano (preoperativno medikamentno ili postoperativno medikamentno). 
|  | Molimo pročitajte upozorenje o korištenju medicinskih informacija. Ne provodite liječenje bez savjetovanja s liječnikom! |